# Zal Batmanglij
Zal Batmanglij (Francia, 28 aprile 1981) è un regista e sceneggiatore statunitense di origini iraniane.

## Biografia
Figlio di genitori iraniani, è nato in Francia ma è cresciuto a Washington. Sua madre Najmieh Batmanglij è una nota chef e autrice di libri di cucina persiana, mentre il padre Mohammad è proprietario di una casa editrice. Suo fratello minore Rostam è un musicista e produttore discografico, ex membro del gruppo musicale Vampire Weekend. Lui e il fratello sono apertamente gay.
Ha studiato antropologia e inglese all'università di Georgetown, laureandosi nel 2002. Durante i corsi di filosofia conosce Mike Cahill, con cui inizia un sodalizio artistico, scrivendo e producendo assieme vari cortometraggi. Continua gli studi all'American Film Institute Conservatory di Los Angeles, portando come tesi finale il cortometraggio The Recordist, interpretato dall'amica Brit Marling.
Nel 2011 dirige il suo primo lungometraggio Sound of My Voice, scritto assieme a Brit Marling, che anche interprete del film. Il film viene presentato in anteprima al Sundance Film Festival 2011 e ottiene una candidatura come miglior film d'esordio agli Independent Spirit Awards 2013.
Nel 2013 dirige The East, altra collaborazione con la Marling, che è co-sceneggiatrice e interprete del film. Anche il suo secondo lungometraggio viene presentato al Sundance Film Festival.
Nel 2015 dirige alcuni episodi della serie televisiva Wayward Pines. Assieme a Brit Marling ha sviluppato il progetto di una serie televisiva, intitolata The OA, che ha debuttato su Netflix nel dicembre 2016.

## Filmografia

### Regista

#### Cinema
- The Recordist (2007) – cortometraggio
- Sound of My Voice (2011)
- The East (2013)

#### Televisione
- Wayward Pines – serie TV, 2 episodi (2015)
- The OA – serie TV, 16 episodi (2016)
- A Murder at the End of the World – miniserie TV (2023)

### Sceneggiatore

#### Cinema
- The Recordist (2007) – cortometraggio
- Sound of My Voice (2011)
- The East (2013)

#### Televisione
- The OA – serie TV, 16 episodi (2016)
- A Murder at the End of the World – miniserie TV (2023)